# جايتانو ماسوتشي
جايتانو ماسوتشي (بالإيطالية: Gaetano Masucci) (26 أكتوبر 1984 بأفيلينو في إيطاليا - ) هو لاعب كرة قدم إيطالي في مركز الهجوم. لعب مع نادي تورينو ونادي ساسولو ونادي فروسينوني ونادي فيرتوس إينتيلا.

## روابط خارجية
- جايتانو ماسوتشي على موقع قاعدة بيانات كرة القدم.إي يو (الإنجليزية)
- جايتانو ماسوتشي على موقع Soccerway.com (الإنجليزية)
- جايتانو ماسوتشي على موقع عالم كرة القدم.نت (الإنجليزية)
- جايتانو ماسوتشي على موقع AS.com (الإسبانية)